# Mecze reprezentacji Polski w piłce siatkowej kobiet na mistrzostwach świata

## Mecze Polski

### Mistrzostwa Świata 1952
| Nr | Przeciwnik     | Miejsce | Data        | Wynik (Polska-przeciwnik)      | Impreza          | Raport |
| -- | -------------- | ------- | ----------- | ------------------------------ | ---------------- | ------ |
| 1  | Węgry          | Moskwa  | 17 sierpnia | 3:0 (15:5, 15:3, 15:5)         | Turniej finałowy |        |
| 2  | Bułgaria       | Moskwa  | 19 sierpnia | 3:1 (15:12, 15:9, 4:15, 15:9)  | Turniej finałowy |        |
| 3  | Indie          | Moskwa  | 22 sierpnia | 3:0 (15:1, 15:3, 15:0)         | Turniej finałowy |        |
| 4  | Rumunia        | Moskwa  | 23 sierpnia | 3:1 (15:10, 11:15, 15:5, 15:7) | Turniej finałowy |        |
| 5  | Czechosłowacja | Moskwa  | 24 sierpnia | 3:1 (15:5, 15:8, 10:15, 15:5)  | Turniej finałowy |        |
| 6  | Francja        | Moskwa  | 27 sierpnia | 3:0 (15:7, 15:7, 15:10)        | Turniej finałowy |        |
| 7  | ZSRR           | Moskwa  | 29 sierpnia | 0:3 (15:8, 15:4, 15:8)         | Turniej finałowy |        |

### Mistrzostwa Świata 1956
| Nr | Przeciwnik        | Miejsce | Data        | Wynik (Polska-przeciwnik)              | Impreza       | Raport |
| -- | ----------------- | ------- | ----------- | -------------------------------------- | ------------- | ------ |
| 1  | RFN               | Paryż   | 30 sierpnia | 3:0 (15:0, 15:0, 15:1)                 | Faza grupowa  |        |
| 2  | Chiny             | Paryż   | 31 sierpnia | 3:1 (17:15, 14:16, 15:6, 15:5)         | Faza grupowa  |        |
| 3  | Austria           | Paryż   | 1 września  | 3:0 (15:3, 15:3, 15:1)                 | Faza grupowa  |        |
| 4  | NRD               | Paryż   | 2 września  | 1:3 (12:15, 12:15, 15:13, 14:16)       | Faza finałowa |        |
| 5  | Czechosłowacja    | Paryż   | 3 września  | 3:2 (10:15, 15:6, 15:13, 7:15, 16:14)  | Faza finałowa |        |
| 6  | Stany Zjednoczone | Paryż   | 6 września  | 3:0 (15:4, 15:10, 15:6)                | Faza finałowa |        |
| 7  | Korea Północna    | Paryż   | 8 września  | 3:1                                    | Faza finałowa |        |
| 8  | Rumunia           | Paryż   | 9 września  | 2:3 (11:15, 15:12, 5:15, 15:12, 14:16) | Faza finałowa |        |
| 9  | Holandia          | Paryż   | 10 września | 3:0 (15:9, 15:3, 15:12)                | Faza finałowa |        |
| 10 | ZSRR              | Paryż   | 11 września | 1:3 (4:15, 15:9, 6:15, 6:15)           | Faza finałowa |        |
| 11 | Bułgaria          | Paryż   | 12 września | 3:0 (15:3, 15:9, 15:12)                | Faza finałowa |        |

### Mistrzostwa Świata 1960
| Nr | Przeciwnik        | Miejsce        | Data            | Wynik (Polska-przeciwnik)            | Impreza       | Raport |
| -- | ----------------- | -------------- | --------------- | ------------------------------------ | ------------- | ------ |
| 1  | Urugwaj           | Santo André    | 29 października | 3:0 (15:2, 15:5, 15:8)               | Faza grupowa  |        |
| 2  | Argentyna         | Santos         | 30 października | 3:0 (5:0, 15:2, 15:0)                | Faza grupowa  |        |
| 3  | Japonia           | Santos         | 31 października | 0:3 (2:15, 8:15, 11:15)              | Faza grupowa  |        |
| 4  | Czechosłowacja    | Rio de Janeiro | 6 listopada     | 0:3 (12:15, 12:15, 9:15)             | Faza finałowa |        |
| 5  | Brazylia          | Rio de Janeiro | 8 listopada     | 3:2 (15:3, 15:8, 3:15, 2:15, 15:7)   | Faza finałowa |        |
| 6  | ZSRR              | Rio de Janeiro | 10 listopada    | 2:3 (15:8, 8:15, 15:9, 13:15, 14:16) | Faza finałowa |        |
| 7  | Stany Zjednoczone | Niteroi        | 12 listopada    | 3:0 (15:13, 15:8, 15:3)              | Faza finałowa |        |

### Mistrzostwa Świata 1962
| Nr | Przeciwnik     | Miejsce    | Data            | Wynik (Polska-przeciwnik)            | Impreza       | Raport |
| -- | -------------- | ---------- | --------------- | ------------------------------------ | ------------- | ------ |
| 1  | Brazylia       | Petersburg | 13 października | 3:0                                  | Faza grupowa  |        |
| 2  | Austria        | Petersburg | 15 października | 3:0 (15:2, 15:3, 15:2)               | Faza grupowa  |        |
| 3  | Japonia        | Moskwa     | 18 października | 0:3 (3:15, 5:15, 2:15)               | Faza finałowa |        |
| 4  | Rumunia        | Moskwa     | 19 października | 1:3 (14:16, 15:9, 10:15, 14:16)      | Faza finałowa |        |
| 5  | Bułgaria       | Moskwa     | 20 października | 3:1 (15:3, 15:7, 15:13)              | Faza finałowa |        |
| 6  | Czechosłowacja | Moskwa     | 22 października | 3:2 (12:15, 5:15, 15:12, 15:9, 15:8) | Faza finałowa |        |
| 7  | ZSRR           | Moskwa     | 23 października | 0:3 (11:15, 12:15, 8:15)             | Faza finałowa |        |
| 8  | NRD            | Moskwa     | 13 października | 3:0 (15:13, 19:17, 15:10)            | Faza finałowa |        |

### Mistrzostwa Świata 1970
| Nr | Przeciwnik        | Miejsce | Data           | Wynik (Polska-przeciwnik)              | Impreza               | Raport |
| -- | ----------------- | ------- | -------------- | -------------------------------------- | --------------------- | ------ |
| 1  | Stany Zjednoczone | Burgas  | 22 września    | 3:2 (15:7, 15:6, 12:15, 11:15, 15:11)  | Faza grupowa          |        |
| 2  | Rumunia           | Burgas  | 23 września    | 1:3 (5:15, 15:8, 14:16, 15:17)         | Faza grupowa          |        |
| 3  | Korea Północna    | Burgas  | 24 września    | 2:3 (15:12, 7:15, 16:14, 13:15, 11:15) | Faza grupowa          |        |
| 4  | Meksyk            | Burgas  | 26 września    | 3:0                                    | Mecze o miejsca 9-16. |        |
| 5  | Brazylia          | Burgas  | 27 września    | 3:0                                    | Mecze o miejsca 9-16. |        |
| 6  | NRD               | Burgas  | 28 września    | 3:0 (15:7, 18:16, 15:13)               | Mecze o miejsca 9-16. |        |
| 7  | Holandia          | Burgas  | 29 września    | 3:0 (15:4, 15:5, 15:12)                | Mecze o miejsca 9-16. |        |
| 8  | Mongolia          | Burgas  | 1 października | 3:0 (15:1, 15:4, 15:4)                 | Mecze o miejsca 9-16. |        |
| 9  | Peru              | Burgas  | 2 października | 3:0                                    | Mecze o miejsca 9-16. |        |

### Mistrzostwa Świata 1974
| Nr | Przeciwnik        | Miejsce   | Data            | Wynik (Polska-przeciwnik)               | Impreza               | Raport |
| -- | ----------------- | --------- | --------------- | --------------------------------------- | --------------------- | ------ |
| 1  | Chiny             | Monterrey | 13 października | 3:1 (16:14, 15:9, 12:15, 17:15)         | Pierwsza faza grupowa |        |
| 2  | RFN               | Monterrey | 14 października | 3:0 (15:1, 15:12, 15:?)                 | Pierwsza faza grupowa |        |
| 3  | Japonia           | Monterrey | 15 października | 0:3                                     | Pierwsza faza grupowa |        |
| 4  | Rumunia           | Tijuana   | 18 października | 1:3 (11:15, 10:15, 15:9, 9:15)          | Druga faza grupowa    |        |
| 5  | Kanada            | Tijuana   | 19 października | 3:0 (15:9, 15:2, 15:8)                  | Druga faza grupowa    |        |
| 6  | ZSRR              | Tijuana   | 20 października | 0:3 (14:16, 10:15, 6:15)                | Druga faza grupowa    |        |
| 7  | Kanada            | Monterrey | 22 października | 3:0 (15:9, 15:2, 15:8)                  | Mecze o miejsca 7-12. |        |
| 8  | Meksyk            | Monterrey | 23 października | 3:2 (15:12, 13:15, 14:16, 15:13, 15:10) | Mecze o miejsca 7-12. |        |
| 9  | Peru              | Monterrey | 24 października | 2:3                                     | Mecze o miejsca 7-12. |        |
| 10 | Kuba              | Monterrey | 26 października | 0:3                                     | Mecze o miejsca 7-12. |        |
| 11 | Stany Zjednoczone | Monterrey | 27 października | 3:0                                     | Mecze o miejsca 7-12. |        |

### Mistrzostwa Świata 1978
| Nr | Przeciwnik       | Miejsce   | Data        | Wynik (Polska-przeciwnik)           | Impreza               | Raport |
| -- | ---------------- | --------- | ----------- | ----------------------------------- | --------------------- | ------ |
| 1  | Finlandia        | Mińsk     | 25 sierpnia | 3:0 (15:11, 15:12, 15:4)            | Pierwsza faza grupowa |        |
| 2  | Węgry            | Mińsk     | 26 sierpnia | 3:1 (15:13, 12:15, 15:10, 15:0)     | Pierwsza faza grupowa |        |
| 3  | Chiny            | Mińsk     | 27 sierpnia | 0:3 (2:15, 8:15, 6:15)              | Pierwsza faza grupowa |        |
| 4  | Korea Południowa | Leningrad | 30 sierpnia | 0:3 (5:15, 8:15, 9:15)              | Druga faza grupowa    |        |
| 5  | Bułgaria         | Leningrad | 31 sierpnia | 1:3 (15:4, 11:15, 6:15, 9:15)       | Druga faza grupowa    |        |
| 6  | Brazylia         | Leningrad | 1 września  | 2:3 (7:15, 8:15, 15:7, 15:6, 10:15) | Druga faza grupowa    |        |
| 7  | ZSRR             | Leningrad | 2 września  | 0:3 (2:15, 8:15, 10:15)             | Druga faza grupowa    |        |
| 8  | Peru             | Mińsk     | 4 września  | 0:3 (4:15, 6:15, 11:!5)             | Mecze o miejsca 9-12. |        |
| 9  | Czechosłowacja   | Mińsk     | 6 września  | 3:2 (15:4, 3:15, 18:16, 8:15, 15:6) | Mecz o 11. miejsce    |        |

### Mistrzostwa Świata 1986

#### Turniej kwalifikacyjny
| Nr   | Przeciwnik      | Miejsce | Data    | Wynik (Polska-przeciwnik) | Impreza               | Raport |
| 1986 | 1986            | 1986    | 1986    | 1986                      | 1986                  | 1986   |
| ---- | --------------- | ------- | ------- | ------------------------- | --------------------- | ------ |
| 1    | Egipt           | Rzym    | 3 maja  | 3:0                       | Faza grupowa          |        |
| 2    | Bułgaria        | Rzym    | 4 maja  | 0:3                       | Faza grupowa          |        |
| 3    | Chińskie Tajpej | Rzym    | 6 maja  | 0:3                       | Faza grupowa          |        |
| 4    | Włochy          | Rzym    | 7 maja  | 0:3                       | Faza grupowa          |        |
| 5    | Nowa Zelandia   | Rzym    | 9 maja  | 3:0                       | Mecze o miejsca 7-11. |        |
| 6    | Australia       | Rzym    | 10 maja | 3:0                       | Mecze o miejsca 7-11. |        |
| 7    | Wenezuela       | Rzym    | 11 maja | 3:0                       | Mecze o miejsca 7-11. |        |

### Mistrzostwa Świata 1990

#### Turniej kwalifikacyjny
| Nr   | Przeciwnik        | Miejsce              | Data        | Wynik (Polska-przeciwnik)             | Impreza            | Raport |
| 1990 | 1990              | 1990                 | 1990        | 1990                                  | 1990               | 1990   |
| ---- | ----------------- | -------------------- | ----------- | ------------------------------------- | ------------------ | ------ |
| 1    | Czechosłowacja    | Czechosłowacja       | 10 stycznia | 3:0                                   | Runda eliminacyjna |        |
| 2    | Rumunia           | Jerez de la Frontera | 4 maja      | 3:0 (15:13, 15:9, 15:6)               | Faza grupowa       |        |
| 3    | Holandia          | Jerez de la Frontera | 5 maja      | 0:3 (11:15, 12:15, 5:15)              | Faza grupowa       |        |
| 4    | Mauritius         | Jerez de la Frontera | 6 maja      | 3:0 (15:0, 15:2, 15:7)                | Faza grupowa       |        |
| 5    | Stany Zjednoczone | Jerez de la Frontera | 8 maja      | 2:3 (15:12, 5:15, 15:6, 14:16, 11:15) | Faza grupowa       |        |
| 6    | Australia         | Jerez de la Frontera | 9 maja      | 3:0                                   | Faza grupowa       |        |
| 7    | RFN               | Kadyks               | 11 maja     | 2:3 (15:13, 15:0, 11:15, 16:17, 6:15) | Faza finałowa      |        |
| 8    | Francja           | Kadyks               | 12 maja     | 3:2 (15:2, 15:6, 12:15, 11:15, 15:13) | Faza finałowa      |        |
| 9    | Jugosławia        | Kadyks               | 13 maja     | 1:3 (15:5, 10:15, 7:15, 6:15)         | Faza finałowa      |        |

### Mistrzostwa Świata 1994

#### Turniej kwalifikacyjny
| Nr   | Przeciwnik | Miejsce | Data            | Wynik (Polska-przeciwnik)     | Impreza      | Raport |
| 1993 | 1993       | 1993    | 1993            | 1993                          | 1993         | 1993   |
| ---- | ---------- | ------- | --------------- | ----------------------------- | ------------ | ------ |
| 1    | Holandia   | Szolnok | 28 października | 0:3 (15:17, 10:15, 7:15)      | Faza grupowa |        |
| 2    | Łotwa      | Szolnok | 29 października | 1:3 (15:6, 13:15, 8:15, 5:15) | Faza grupowa |        |
| 3    | Węgry      | Szolnok | 30 października | 3:0 (15:11, 15:5, 15:6)       | Faza grupowa |        |

### Mistrzostwa Świata 1998

#### Turniej kwalifikacyjny
| Nr   | Przeciwnik | Miejsce   | Data        | Wynik (Polska-przeciwnik)     | Impreza      | Raport |
| 1997 | 1997       | 1997      | 1997        | 1997                          | 1997         | 1997   |
| ---- | ---------- | --------- | ----------- | ----------------------------- | ------------ | ------ |
| 1    | Łotwa      | Amsterdam | 19 września | 2:3                           | Faza grupowa |        |
| 2    | Hiszpania  | Amsterdam | 20 września | 3:0 (15:3, 12:15, 15:8)       | Faza grupowa |        |
| 3    | Holandia   | Amsterdam | 21 września | 1:3 (15:5, 6:15, 14:16, 4:15) | Faza grupowa |        |

### Mistrzostwa Świata 2002
| Nr | Przeciwnik | Miejsce | Data        | Wynik (Polska-przeciwnik)               | Impreza               | Raport |
| -- | ---------- | ------- | ----------- | --------------------------------------- | --------------------- | ------ |
| 1  | Brazylia   | Lipsk   | 30 sierpnia | 0:3 (18:25, 19:25, 18:25)               | Pierwsza faza grupowa |        |
| 2  | Tajlandia  | Lipsk   | 31 sierpnia | 3:0 (25:23, 25:23, 25:17)               | Pierwsza faza grupowa |        |
| 3  | Grecja     | Lipsk   | 1 września  | 2:3 (31:33, 25:16, 23:25, 27:25, 14:16) | Pierwsza faza grupowa |        |
| 4  | Chiny      | Lipsk   | 2 września  | 0:3 (20:25, 19:25, 18:25)               | Pierwsza faza grupowa |        |
| 5  | Australia  | Lipsk   | 3 września  | 3:0 (26:24, 25:22, 25:14)               | Pierwsza faza grupowa |        |

#### Turniej kwalifikacyjny
| Nr   | Przeciwnik | Miejsce | Data       | Wynik (Polska-przeciwnik) | Impreza      | Raport |
| 2001 | 2001       | 2001    | 2001       | 2001                      | 2001         | 2001   |
| ---- | ---------- | ------- | ---------- | ------------------------- | ------------ | ------ |
| 1    | Łotwa      | Opole   | 24 czerwca | 3:0 (25:16, 25:10, 25:15) | Faza grupowa |        |
| 2    | Jugosławia | Opole   | 25 czerwca | 3:0 (25:23, 25:15, 25:21) | Faza grupowa |        |
| 3    | Słowenia   | Opole   | 26 czerwca | 3:0 (25:19, 25:22, 25:22) | Faza grupowa |        |

### Mistrzostwa Świata 2006
| Nr | Przeciwnik          | Miejsce | Data            | Wynik (Polska-przeciwnik)               | Impreza               | Raport |
| -- | ------------------- | ------- | --------------- | --------------------------------------- | --------------------- | ------ |
| 1  | Kenia               | Tokio   | 31 października | 3:1 (25:15, 25:17 20:25, 25:20)         | Pierwsza faza grupowa |        |
| 2  | Korea Południowa    | Tokio   | 1 listopada     | 3:2 (25:21, 23:25, 26:24, 23:25, 15:12) | Pierwsza faza grupowa |        |
| 3  | Kostaryka           | Tokio   | 3 listopada     | 3:1 (25:17, 20:25, 25:11, 25:14)        | Pierwsza faza grupowa |        |
| 4  | Chińskie Tajpej     | Tokio   | 4 listopada     | 1:3 (19:25, 18:25, 25:23, 23:25)        | Pierwsza faza grupowa |        |
| 5  | Japonia             | Tokio   | 5 listopada     | 1:3 (22:25, 28:30, 28:26, 18:25)        | Pierwsza faza grupowa |        |
| 6  | Włochy              | Nagoya  | 8 listopada     | 0:3 (19:25, 22:25, 13:25)               | Druga faza grupowa    |        |
| 7  | Serbia i Czarnogóra | Nagoya  | 9 listopada     | 0:3 (15:25, 22:25, 14:25)               | Druga faza grupowa    |        |
| 8  | Turcja              | Nagoya  | 11 listopada    | 0:3 (18:25, 22:25, 19:25)               | Druga faza grupowa    |        |
| 9  | Kuba                | Nagoya  | 12 listopada    | 0:3 (18:25, 22:25, 19:25)               | Druga faza grupowa    |        |

#### Turniej kwalifikacyjny
| Nr   | Przeciwnik          | Miejsce | Data        | Wynik (Polska-przeciwnik)               | Impreza      | Raport |
| 2005 | 2005                | 2005    | 2005        | 2005                                    | 2005         | 2005   |
| ---- | ------------------- | ------- | ----------- | --------------------------------------- | ------------ | ------ |
| 1    | Grecja              | Drezno  | 17 czerwca  | 3:0 (25:23, 25:20, 25:22)               | Faza grupowa |        |
| 2    | Serbia i Czarnogóra | Drezno  | 18 czerwca  | 3:2 (15:25, 21:25, 25:11, 25:20, 15:13) | Faza grupowa |        |
| 3    | Niemcy              | Drezno  | 19 czerwca  | 1:3 (22:25, 25:20, 19:25, 22:25)        | Faza grupowa |        |
| 4    | Ukraina             | Warna   | 20 sierpnia | 3:0 (25:17, 25:14, 25:15)               | Play-off     |        |
| 5    | Bułgaria            | Warna   | 21 sierpnia | 3:2 (17:25, 16:25, 25:15, 25:20, 15:12) | Play-off     |        |

### Mistrzostwa Świata 2010
| Nr | Przeciwnik       | Miejsce | Data            | Wynik (Polska-przeciwnik)               | Impreza               | Raport |
| -- | ---------------- | ------- | --------------- | --------------------------------------- | --------------------- | ------ |
| 1  | Japonia          | Tokio   | 29 października | 2:3 (28:26, 25:21, 20:25, 23:25, 12:15) | Pierwsza faza grupowa |        |
| 2  | Serbia           | Tokio   | 30 października | 1:3 (25:19, 25:27, 24:26, 22:25)        | Pierwsza faza grupowa |        |
| 3  | Kostaryka        | Tokio   | 31 października | 3:0 (25:14, 25:12, 25:15)               | Pierwsza faza grupowa |        |
| 4  | Peru             | Tokio   | 2 listopada     | 3:0 (25:10, 25:15, 25:16)               | Pierwsza faza grupowa |        |
| 5  | Algieria         | Tokio   | 3 listopada     | 3:0 (25:17, 25:16, 25:12)               | Pierwsza faza grupowa |        |
| 6  | Korea Południowa | Tokio   | 6 listopada     | 3:2 (12:25, 25:17, 25:18, 22:25, 17:15) | Druga faza grupowa    |        |
| 7  | Rosja            | Tokio   | 7 listopada     | 0:3 (17:25, 21:25, 31:33)               | Druga faza grupowa    |        |
| 8  | Chiny            | Tokio   | 9 listopada     | 0:3 (21:25, 23:25, 18:25)               | Druga faza grupowa    |        |
| 9  | Turcja           | Tokio   | 10 listopada    | 3:1 (25:23, 24:26, 27:25, 25:22)        | Druga faza grupowa    |        |
| 10 | Holandia         | Tokio   | 13 listopada    | 3:2 (24:26, 25:22, 25:22, 19:25, 15:9)  | Mecze o miejsca 9-12  |        |
| 11 | Chiny            | Tokio   | 14 listopada    | 3:0 (25:23, 25:21, 25:22)               | Mecz o 9. miejsce     |        |

#### Turniej kwalifikacyjny
| Nr   | Przeciwnik | Miejsce | Data     | Wynik (Polska-przeciwnik)               | Impreza      | Raport |
| 2009 | 2009       | 2009    | 2009     | 2009                                    | 2009         | 2009   |
| ---- | ---------- | ------- | -------- | --------------------------------------- | ------------ | ------ |
| 1    | Belgia     | Rzeszów | 17 lipca | 3:2 (23:25, 25:14, 25:21, 19:25, 16:14) | Faza grupowa |        |
| 2    | Francja    | Rzeszów | 18 lipca | 3:0 (25:17, 25:10, 32:30)               | Faza grupowa |        |
| 3    | Turcja     | Rzeszów | 19 lipca | 1:3 (23:25, 19:25, 25:23, 26:28)        | Faza grupowa |        |

### Mistrzostwa Świata 2014

#### Turniej kwalifikacyjny
| Nr | Przeciwnik | Miejsce | Data       | Wynik (Polska-przeciwnik) | Impreza      | Raport |
| -- | ---------- | ------- | ---------- | ------------------------- | ------------ | ------ |
| 1  | Szwajcaria | Łódź    | 3 stycznia | 3:0 (25:14, 25:15, 25:9)  | Faza grupowa |        |
| 2  | Hiszpania  | Łódź    | 4 stycznia | 3:0 (25:13, 25:12, 25:18) | Faza grupowa |        |
| 3  | Belgia     | Łódź    | 5 stycznia | 0:3 (20:25, 20:25, 25:27) | Faza grupowa |        |

### Mistrzostwa Świata 2022
| Nr | Przeciwnik        | Miejsce | Data            | Wynik (Polska-przeciwnik)               | Impreza               | Raport |
| -- | ----------------- | ------- | --------------- | --------------------------------------- | --------------------- | ------ |
| 1  | Chorwacja         | Arnhem  | 23 września     | 3:1 (25:19, 21:25, 25:23, 25:15)        | Pierwsza faza grupowa |        |
| 2  | Tajlandia         | Gdańsk  | 27 września     | 3:0 (25:17, 25:17, 25:17)               | Pierwsza faza grupowa |        |
| 3  | Korea Południowa  | Gdańsk  | 28 września     | 3:0 (25:17, 25:18, 25:16)               | Pierwsza faza grupowa |        |
| 4  | Dominikana        | Gdańsk  | 29 września     | 1:3 (25:18, 22:25, 21:25, 21:25)        | Pierwsza faza grupowa |        |
| 5  | Turcja            | Gdańsk  | 1 października  | 2:3 (25:22, 23:25, 22:25, 25:18, 11:15) | Pierwsza faza grupowa |        |
| 6  | Serbia            | Łódź    | 4 października  | 0:3 (24:26, 22:25, 18:25)               | Druga faza grupowa    |        |
| 7  | Stany Zjednoczone | Łódź    | 5 października  | 3:0 (25:23, 25:20, 25:18)               | Druga faza grupowa    |        |
| 8  | Kanada            | Łódź    | 7 października  | 3:2 (25:18, 19:25, 16:25, 25:23, 15:5)  | Druga faza grupowa    |        |
| 9  | Niemcy            | Łódź    | 8 października  | 3:2 (26:24, 20:25, 25:18, 25:27, 15:10) | Druga faza grupowa    |        |
| 10 | Serbia            | Gliwice | 11 października | 2:3 (25:21, 21:25, 19:25, 26:24, 14:16) | Ćwierfinał            |        |

## Bilans spotkań według krajów
| Lp.   | Reprezentacja       | Liczba meczów | Wygrane | Wygrane | Wygrane | Przegrane | Przegrane | Przegrane | Bilans meczów wygrane:przegrane | Bilans setów wygrane:przegrane |
| Lp.   | Reprezentacja       | Liczba meczów | 3:0     | 3:1     | 3:2     | 2:3       | 1:3       | 0:3       | Bilans meczów wygrane:przegrane | Bilans setów wygrane:przegrane |
| ----- | ------------------- | ------------- | ------- | ------- | ------- | --------- | --------- | --------- | ------------------------------- | ------------------------------ |
| 1     | Algieria            | 1             | 1       | -       | -       | -         | -         | -         | 1:0                             | 3:0                            |
| 2     | Argentyna           | 1             | 1       | -       | -       | -         | -         | -         | 1:0                             | 3:0                            |
| 3     | Austria             | 2             | 2       | -       | -       | -         | -         | -         | 2:0                             | 6:0                            |
| 4     | Australia           | 1             | 1       | -       | -       | -         | -         | -         | 1:0                             | 3:0                            |
| 5     | Brazylia            | 5             | 2       | -       | 1       | 1         | -         | 1         | 3:2                             | 11:8                           |
| 6     | Bułgaria            | 4             | 2       | 1       | -       | -         | 1         | -         | 3:1                             | 10:4                           |
| 7     | Chiny               | 6             | 1       | 2       | -       | -         | -         | 3         | 3:3                             | 9:11                           |
| 8     | Chińskie Tajpej     | 1             | -       | -       | -       | -         | 1         | -         | 0:1                             | 1:3                            |
| 9     | Chorwacja           | 1             | -       | 1       | -       | -         | -         | -         | 1:0                             | 3:1                            |
| 10    | Czechosłowacja      | 5             | -       | 1       | 3       | -         | -         | 1         | 4:1                             | 12:10                          |
| 11    | Dominikana          | 1             | -       | -       | -       | -         | 1         | -         | 0:1                             | 1:3                            |
| 12    | Finlandia           | 1             | 1       | -       | -       | -         | -         | -         | 1:0                             | 3:0                            |
| 13    | Francja             | 1             | 1       | -       | -       | -         | -         | -         | 1:0                             | 3:0                            |
| 14    | Grecja              | 1             | -       | -       | -       | 1         | -         | -         | 0:1                             | 2:3                            |
| 15    | Holandia            | 3             | 2       | -       | 1       | -         | -         | -         | 3:0                             | 9:2                            |
| 16    | Indie               | 1             | 1       | -       | -       | -         | -         | -         | 1:0                             | 3:0                            |
| 17    | Japonia             | 5             | -       | -       | -       | 1         | 1         | 3         | 0:5                             | 3:15                           |
| 18    | Kanada              | 1             | -       | -       | 1       | -         | -         | -         | 1:0                             | 3:2                            |
| 19    | Meksyk              | 2             | 1       | -       | 1       | -         | -         | -         | 2:0                             | 6:2                            |
| 20    | Mongolia            | 1             | 1       | -       | -       | -         | -         | -         | 1:0                             | 3:0                            |
| 21    | Kanada              | 2             | 2       | -       | -       | -         | -         | -         | 2:0                             | 6:0                            |
| 22    | Kenia               | 1             | -       | 1       | -       | -         | -         | -         | 1:0                             | 3:1                            |
| 23    | Korea Południowa    | 4             | 1       | -       | 2       | -         | -         | 1         | 3:1                             | 9:7                            |
| 24    | Korea Północna      | 2             | -       | 1       | -       | 1         | -         | -         | 1:1                             | 5:4                            |
| 25    | Kuba                | 2             | -       | -       | -       | -         | -         | 2         | 0:2                             | 0:6                            |
| 26    | Kostaryka           | 2             | 1       | 1       | -       | -         | -         | -         | 2:0                             | 6:1                            |
| 27    | Niemcy              | 1             | -       | -       | 1       | -         | -         | -         | 1:0                             | 3:2                            |
| 28    | Peru                | 4             | 2       | -       | -       | 1         | -         | 1         | 2:2                             | 8:6                            |
| 29    | Rumunia             | 5             | -       | 1       | -       | 1         | 3         | -         | 1:4                             | 8:13                           |
| 30    | RFN                 | 2             | 2       | -       | -       | -         | -         | -         | 2:0                             | 6:0                            |
| 31    | NRD                 | 3             | 2       | -       | -       | -         | 1         | -         | 2:1                             | 7:3                            |
| 32    | Serbia              | 3             | -       | -       | -       | 1         | 1         | 1         | 0:3                             | 3:9                            |
| 33    | Serbia i Czarnogóra | 1             | -       | -       | -       | -         | -         | 1         | 0:1                             | 0:3                            |
| 34    | Stany Zjednoczone   | 5             | 4       | -       | 1       | -         | -         | -         | 5:0                             | 15:2                           |
| 35    | Tajlandia           | 2             | 2       | -       | -       | -         | -         | -         | 2:0                             | 6:0                            |
| 36    | Turcja              | 3             | -       | 1       | -       | 1         | -         | 1         | 1:2                             | 5:7                            |
| 37    | Rosja               | 1             | -       | -       | -       | -         | -         | 1         | 0:1                             | 0:3                            |
| 38    | Urugwaj             | 1             | 1       | -       | -       | -         | -         | -         | 1:0                             | 3:0                            |
| 39    | Węgry               | 2             | 1       | 1       | -       | -         | -         | -         | 2:0                             | 6:1                            |
| 40    | Włochy              | 1             | -       | -       | -       | -         | -         | 1         | 0:1                             | 0:3                            |
| 41    | ZSRR                | 6             | -       | -       | -       | 1         | 1         | 4         | 0:6                             | 3:18                           |
| Razem | Razem               | 97            | 35      | 11      | 11      | 9         | 10        | 21        | 57:40                           | 199:153                        |

Aktualizacja po MŚ 2022

## Bilans spotkań według edycji
| Rok   | Edycja | Miejsce | Liczba meczów | Zwycięstwa | Porażki | Sety    | Trener                |
| ----- | ------ | ------- | ------------- | ---------- | ------- | ------- | --------------------- |
| 1952  | I      | 2.      | 7             | 6          | 1       | 18:6    | Zygmunt Krzyżanowski  |
| 1956  | II     | 3.      | 11            | 8          | 3       | 28:13   | Zygmunt Krzyżanowski  |
| 1960  | III    | 4.      | 7             | 4          | 3       | 14:11   | Jerzy Szewczyk        |
| 1962  | IV     | 3.      | 8             | 5          | 3       | 16:11   | Stanisław Poburka     |
| 1970  | VI     | 9.      | 9             | 7          | 2       | 24:8    | Benedykt Krysik       |
| 1974  | VII    | 9.      | 11            | 6          | 5       | 21:18   | Adam Żelazny          |
| 1978  | VIII   | 11.     | 9             | 3          | 6       | 12:21   | Hubert Wagner         |
| 2002  | XIV    | 13-16.  | 5             | 2          | 3       | 8:9     | Zbigniew Krzyżanowski |
| 2006  | XV     | 15-16.  | 9             | 3          | 6       | 11:22   | Andrzej Niemczyk      |
| 2010  | XVI    | 9.      | 11            | 7          | 4       | 24:17   | Jerzy Matlak          |
| 2022  | XIX    | 7.      | 10            | 6          | 4       | 23:17   | Stefano Lavarini      |
| Razem | Razem  | Razem   | 97            | 57         | 40      | 199:153 |                       |

## Składy
1952: Klementyna Zielniok, Urszula Figwer, Krystyna Hajec, Aleksandra Kubiak, Elżbieta Kurtz, Halina Tomaszewska, Katarzyna Welsyng, Zofia Wojewódzka, Emilia Szczawińska, Mirosława Zakrzewska, Aleksandra Englisz, Danuta Jośko
 1956: Barbara Szpyt, Maria Golimowska, Krystyna Hajec, Danuta Jośko, Barbara Kocan, Teresa Konopka, Danuta Kordaczuk, Izabella Łaz, Halina Tomaszewska, Wanda Tumidajewicz, Anna Wierus, Wanda Zarzycka
1960: Mirosława Zakrzewska, Halina Lenkiewicz (Tomaszewska), Krystyna Wleciał (Hajec), Jadwiga Abisiak, Krystyna Czajkowska, Maria Panek, Danuta Kordaczuk, Maria Golimowska, Barbara Szpyt, Jadwiga Marko, Danuta Jośko-Żochowska
 1962: Krystyna Czajkowska, Maria Golimowska, Danuta Kordaczuk, Józefa Ledwig, Halina Lenkiewicz, Krystyna Malinowska, Jadwiga Marko, Maria Śliwka, Barbara Szpyt, Krystyna Tabaka, Krystyna Wleciał, Danuta Jośko-Żochowska
1970: Józefa Ledwig, Halina Aszkiełowicz, Teresa Małowidzka, Elżbieta Leżoń, Ewa Binkiewicz, Danuta Kowalczyk, Krystyna Ostromęcka, Elżbieta Porzec, Wanda Wiecha
1974: Barbara Niemczyk, Teresa Małowidzka, Krystyna Ostromęcka, Maria Kopczyńska, Elżbieta Staniaszek, Małgorzata Denisow, Teresa Rychlicka-Kasprzyk, Bożena Modnicka, Danuta Hałaburda, Grażyna Godlewska, Ewa Binkiewicz-Dubaj
1978: Iwona Skonecka, Bożena Modnicka, Elżbieta Ciaszkiewicz, Jolanta Kania, Maria Kopczyńska, Barbara Bełdzińska, Bożena Kuźmicka, Jarosława Zdrojewska, Anna Lichodzijewska, Wiesława Chaberska, Lucyna Kuśnierz
2002: Magdalena Śliwa, Izabela Bełcik, Natalia Bamber, Katarzyna Mroczkowska, Joanna Szeszko, Dominika Smereka, Ewa Kowalkowska, Małgorzata Glinka, Aleksandra Przybysz, Milena Rosner, Joanna Staniucha, Anna Podolec
2006: Katarzyna Skorupa, Izabela Bełcik, Natalia Bamber, Katarzyna Skowrońska-Dolata, Maria Liktoras, Mariola Zenik, Sylwia Pycia, Kamila Frątczak, Joanna Mirek, Milena Rosner, Paulina Maj, Anna Podolec
2010: Milena Sadurek-Mikołajczyk, Joanna Wołosz, Joanna Kaczor, Katarzyna Zaroślińska, Agnieszka Bednarek-Kasza, Katarzyna Gajgał, Berenika Okuniewska, Anna Werblińska, Małgorzata Glinka-Mogentale, Karolina Kosek, Aleksandra Jagieło, Joanna Staniucha-Szczurek, Mariola Zenik, Paulina Maj
2022: Maria Stenzel, Anna Obiała, Klaudia Alagierska-Szczepaniak, Agnieszka Korneluk, Kamila Witkowska, Monika Gałkowska, Zuzanna Górecka, Magdalena Stysiak, Monika Fedusio, Aleksandra Szczygłowska, Joanna Wołosz, Weronika Szlagowska, Katarzyna Wenerska, Olivia Różański